# Innesto EF
Con attacco EF, o innesto EF, si intende il quarto sistema, in ordine di tempo, di innesto tra fotocamera SLR e obiettivo introdotto da Canon con la serie EOS. 
Con esso viene introdotto nativamente l'autofocus: EF sta per Electro Focus.
Utilizza un tipo di innesto a baionetta, diversamente dai precedenti attacchi R, FL ed FD, che impiegano un innesto di tipo breech-lock.

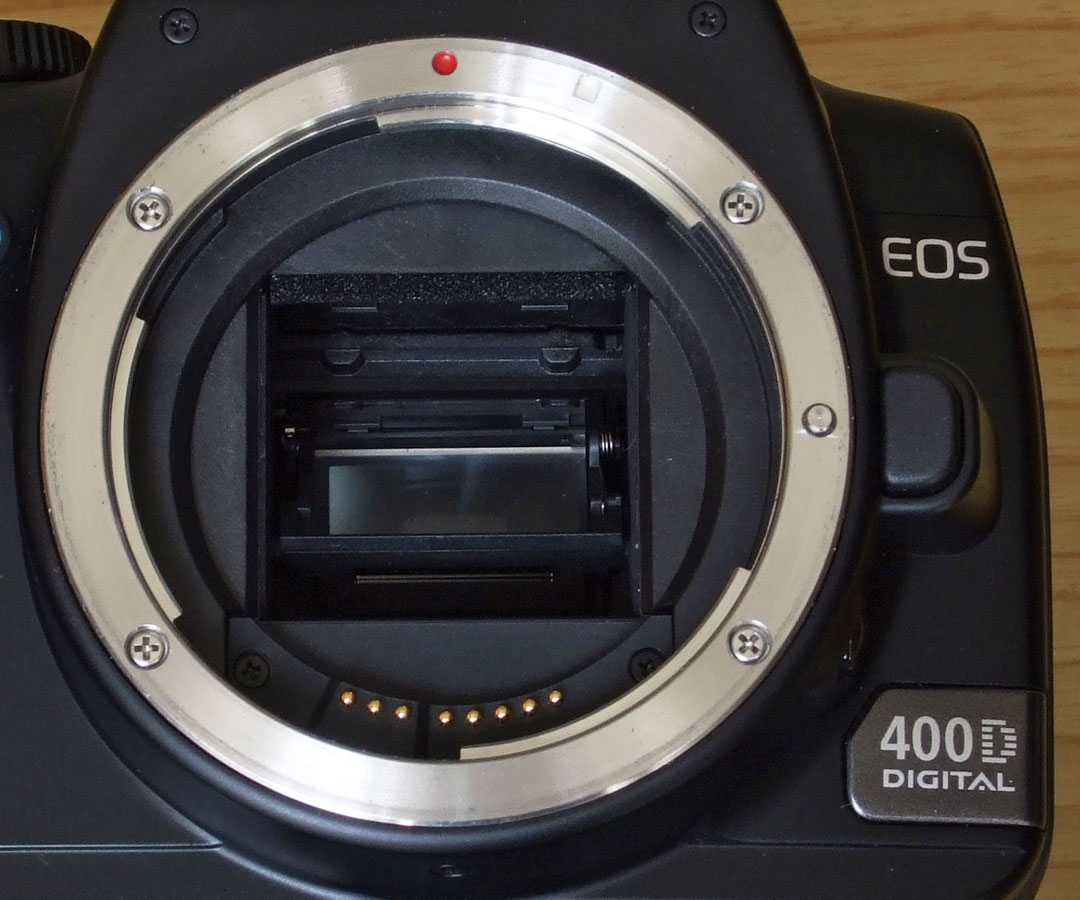
Baionetta Canon EF e relativo pulsante di sblocco, qui su una fotocamera digitale con sensore 1,6×. Si noti la totale assenza di collegamenti meccanici con l'obiettivo.

## Storia
L'attacco EF, introdotto nel 1987, presenta il più ampio diametro interno tra le macchine fotografiche reflex 24×36 (54 mm contro, ad esempio, i 44 del Nikon F-mount, ed i 42 dello storico attacco a vite M42), consentendo quindi di avere obiettivi con maggiori aperture destinati alle Canon EOS, tra cui spicca il famoso 50 mm f/1,0L USM. A differenza dell'attacco degli obiettivi standard con autofocus dell'epoca, i quali usavano un motore nel corpo macchina per guidare il meccanismo della messa a fuoco nell'obiettivo per mezzo di un dispositivo di trasmissione, con la serie EF venne introdotto il motore all'interno dell'obiettivo stesso. Questo permetteva alle ottiche con messa fuoco automatica di non avere più contatti meccanici tra corpo macchina ed obiettivo, bensì solamente elettrici, in modo da poter fornire energia e i vari comandi al motore collocato nell'obiettivo. Così il meccanismo della montatura diveniva più semplice e durevole. Anche i motori vengono progettati appositamente per gli obiettivi nei quali saranno installati. Un beneficio di questo adattamento è che se il motore in un obiettivo si rompe, gli altri obiettivi saranno pienamente funzionanti. Se invece il motore è collocato nel corpo macchina e smette di funzionare, l'autofocus risulterà comunque impossibile da effettuare.
Data la mancanza di collegamenti meccanici, anche il diaframma è azionato da un servomotore interno all'obiettivo stesso, questo semplifica l'utilizzo con tubi di prolunga e si rivela molto utile nella realizzazione di lenti Tilt and Shift, ove per la natura dell'obiettivo non sono possibili collegamenti meccanici al corpo macchina. Inoltre, a detta di Canon il diaframma controllato elettricamente risulta più preciso del diaframma controllato meccanicamente.
Il sistema EF è attualmente costituito da oltre 60 obiettivi per tutti i tipi e applicazioni, dai paesaggi ai ritratti, agli sport e al fotogiornalismo. Le ottiche del sistema Canon EF, hanno anche portato con sé lo sviluppo di molte tecnologie meccaniche e ottiche di successo, come il motore ultrasonico (USM, che sta per Ultrasonic Motor), lo stabilizzatore ottico d'immagine (IS, che sta per Image Stabilizer), l'elemento ottico diffrattivo (DO, che sta per Diffractive Optics), e lenti asferiche e alla fluorite nella costruzione dei loro obiettivi della serie L per una eccellente qualità d'immagine.

## Obiettivi EF di terze parti
Gli obiettivi di terze parti compatibili con la baionetta EF sono prodotti da Sigma, Tamron, Tokina e Zeiss. In passato sono stati prodotti anche da altri marchi tra cui Vivitar e Cosina. Canon non concede in licenza le specifiche elettriche della propria baionetta, quindi i produttori hanno recuperato tali specifiche mediante attività di reverse engineering. Ovviamente anche le ottiche di terze parti hanno il motore di messa a fuoco incorporato, in alcuni casi questo comporta un prezzo di acquisto leggermente superiore rispetto a quello delle medesime versioni per marche diverse, laddove l'obiettivo sfrutti il motore presente nel corpo macchina.

## Obiettivi adattabili
La baionetta EF ha un tiraggio (distanza tra flangia frontale e piano focale) di 44 mm, inferiore a quello della maggioranza degli altri costruttori (storici od in attività) sebbene superiore al precedente attacco Canon FD (che è di soli 42 mm). Per questo motivo è possibile utilizzare gran parte delle lenti esistenti mediante adattatori comunemente reperibili in commercio. La differenza di tiraggio permette di mantenere la messa a fuoco all'infinito senza utilizzo di lenti aggiuntive che causerebbero un peggioramento della qualità nelle immagini così ottenute. L'utilizzo di lenti adattate va effettuato in manual focus ed in stop-down (non è possibile lavorare in preselezione automatica perché i corpi Canon non possono pilotare il diaframma delle lente adattata) ma, utilizzandone le versioni dotate di chip elettronico, è possibile mantenere la lettura esposimetrica in tutti i modi di funzionamento (altrimenti solo in lettura media) e la conferma di corretta messa a fuoco.

Obiettivi adattati su corpo Canon EOS
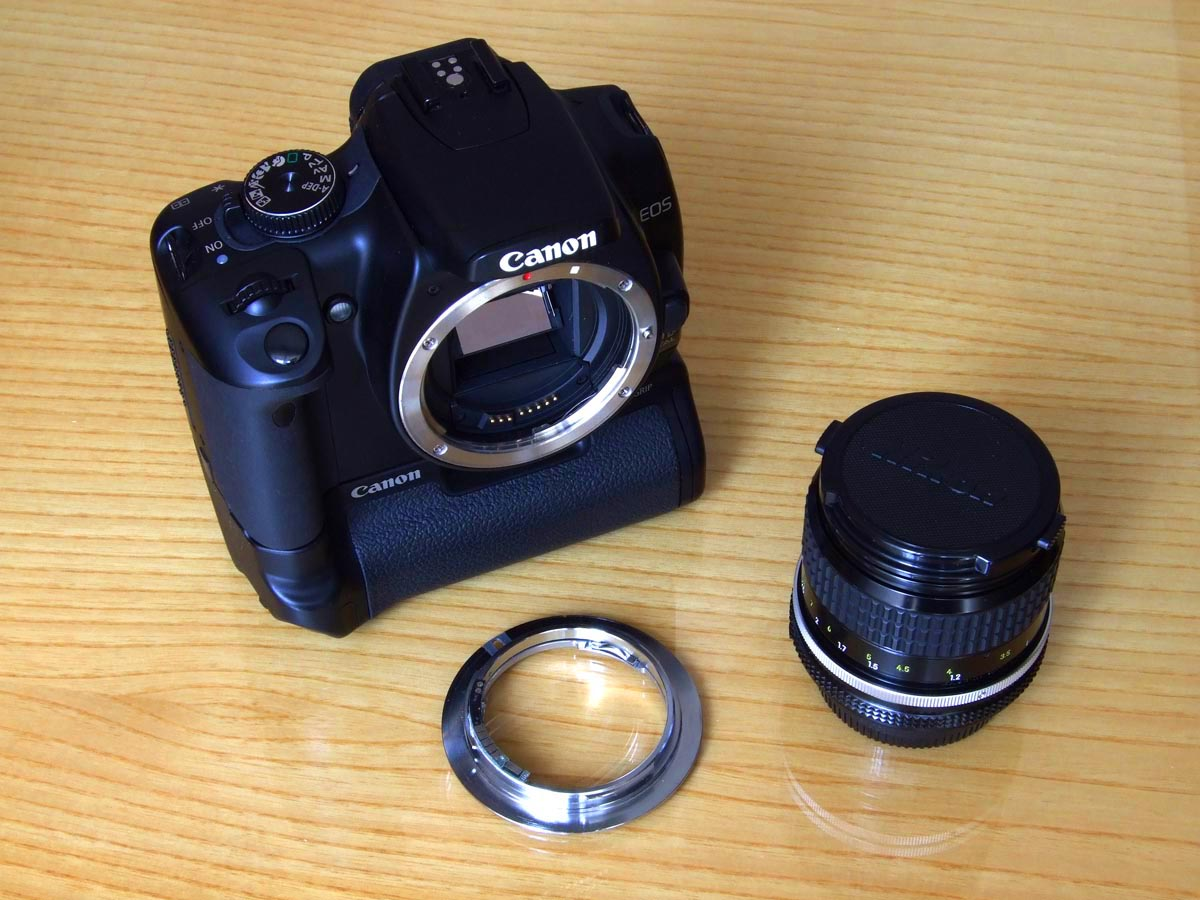
Corpo Canon, anello adattatore ed obiettivo Nikon.
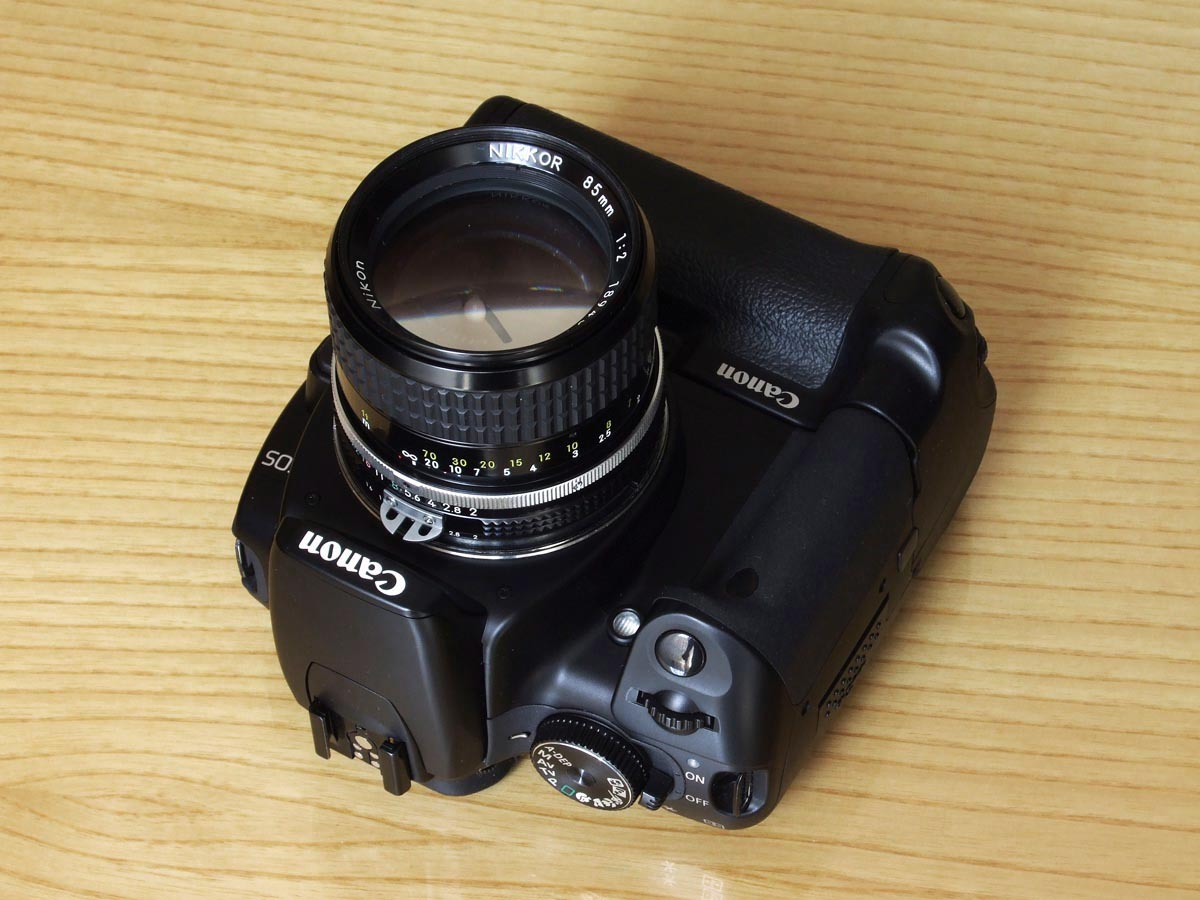
Corpo Canon con obiettivo Nikon montato.
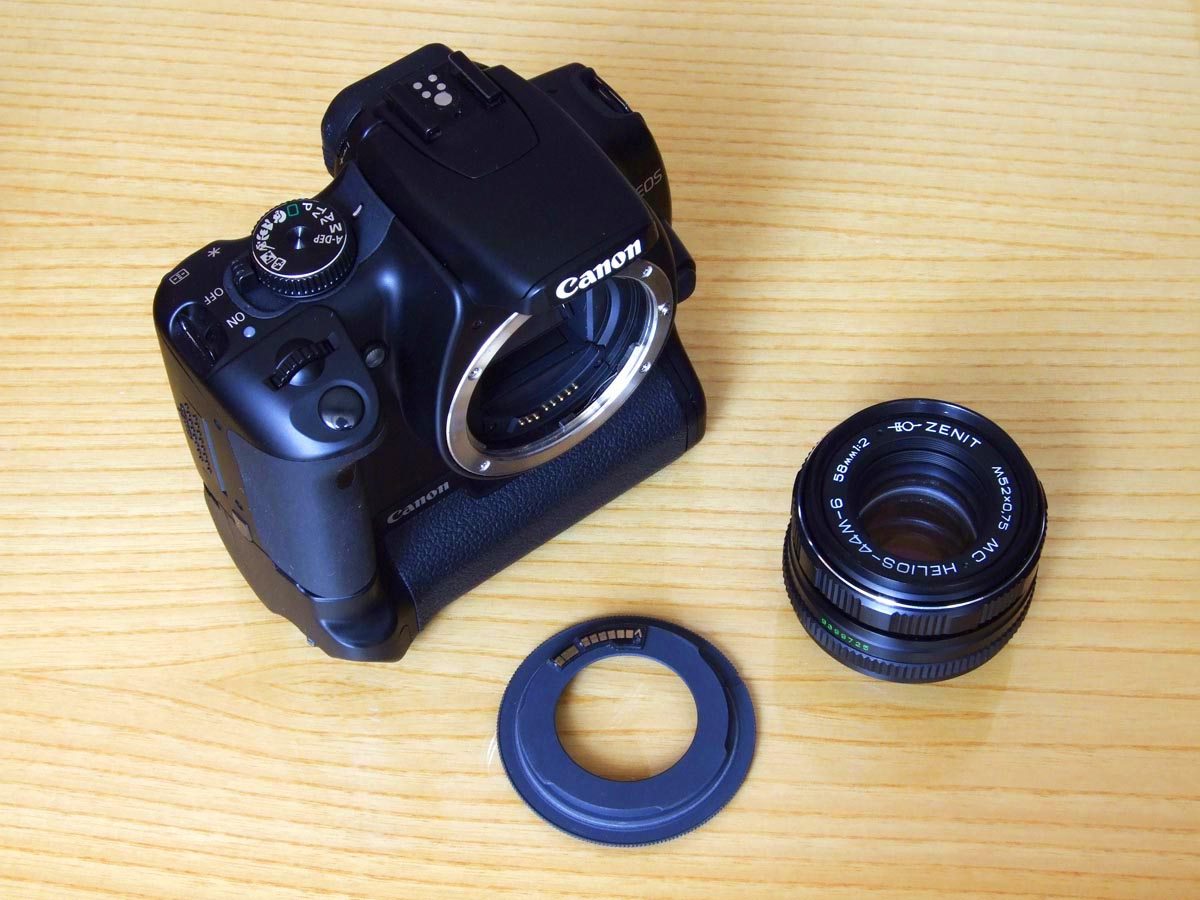
Corpo Canon, anello adattatore ed obiettivo Zenith (attacco M42).
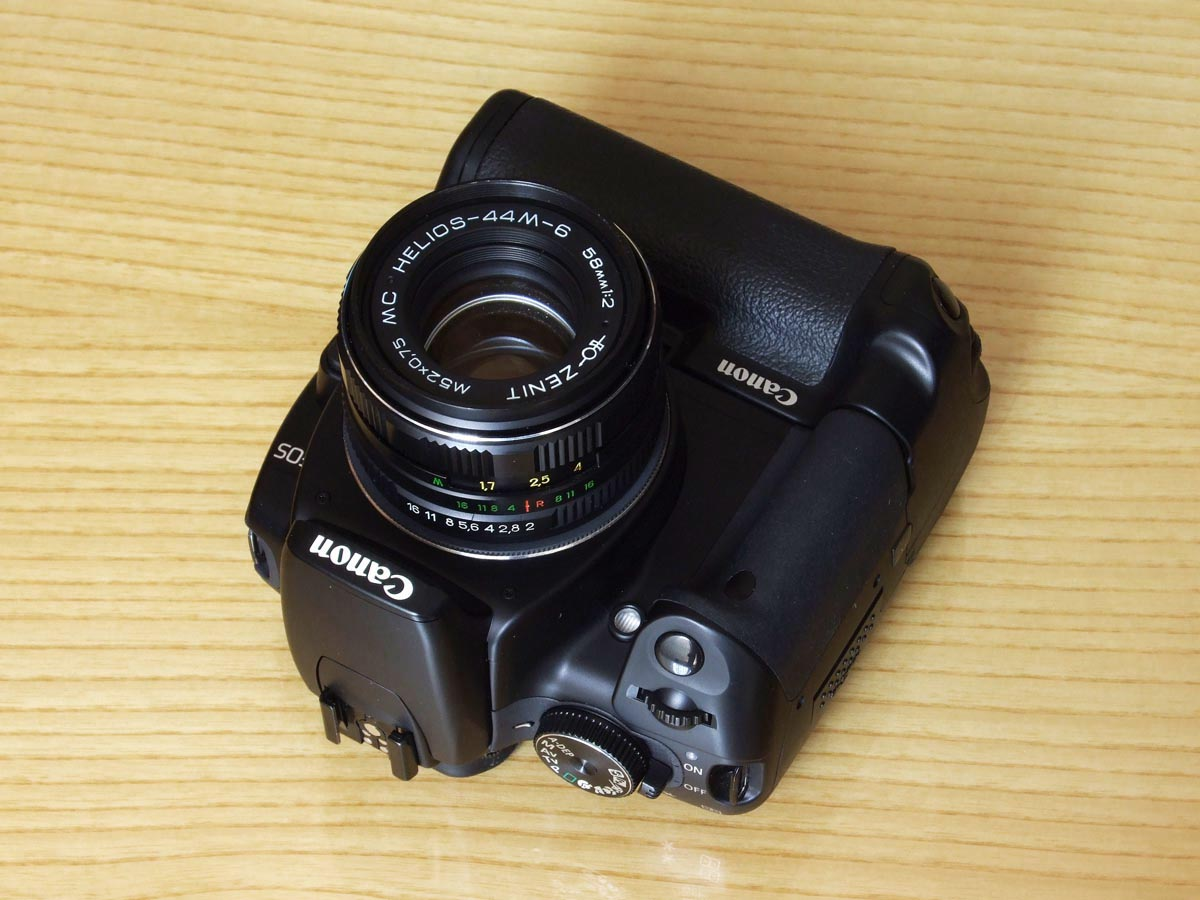
Corpo Canon con obiettivo Zenith montato.

È ad esempio facilmente adattabile la stragrande maggioranza degli obiettivi Nikon, Leica R, Contax, Olympus e tutti quelli con attacco a vite M42 utilizzato, tra l'altro, da molti produttori russi e, fino agli anni settanta, da Pentax. Problemi di incompatibilità meccanica si presentano solo per alcuni obiettivi, tra cui lo Zeiss Planar 85/1,2 ed il Sonnar 135/2, entrambi con innesto Yashica/Contax.
Paradossalmente le lenti Canon FD (ed anche le precedenti FL), per i motivi suddetti, possono essere adattate solo utilizzando un anello munito di ottica correttiva, indispensabile per mantenere la messa fuoco all'infinito. Tuttavia, essa causa un lieve aumento della focale (circa 1,26×) e non garantisce il mantenimento della qualità originale.
Il primo adattatore di questo tipo fu prodotto dalla stessa Canon in edizione limitata, essendo destinato ai professionisti in possesso dei teleobiettivi di fascia alta. Ancora oggi è reperibile sul mercato dell'usato, ma a prezzi altissimi. In seguito sono usciti adattatori concorrenti che però, a fronte di un prezzo nettamente minore, in abbinamento alle stesse ottiche offrono una qualità d'immagine nettamente inferiore.

## Attacco derivato EF-S
Nel modello EOS 300D Canon ha introdotto una variante dello standard EF, ossia l'EF-S, dove la "S" significa Short-backfocus. Gli obiettivi EF-S sono destinati all'uso esclusivo su fotocamere digitali con sensore in formato APS-C; non possono essere montati su fotocamere a pellicola, con sensore full-frame o APS-H perché un apposito distanziale in gomma li rende incompatibili meccanicamente. Al contrario gli obbiettivi EF possono essere montati anche su fotocamere APS-C.

## Attacco derivato EF-M
Con l'introduzione della prima mirrorless, la EOS M, Canon ha introdotto la variante allo standard EF, denominata EF-M, adatta alla nuova serie di fotocamere prodotte con questa tecnologia. È possibile utilizzare comunque gli obiettivi della serie EF attraverso l'adattatore Canon Mount Adapter EF-EOS M.

## Tecnologie relative

### Motore ultrasonico
I primi obiettivi con motore ultrasonico (USM) apparirono nel 1987 con l'introduzione dell'obiettivo EF 300 mm f/2,8L USM. Canon è il primo costruttore di macchine fotografiche che commercializza con successo la tecnologia USM. Gli obiettivi EF equipaggiati con l'USM sono veloci, silenziosi, hanno un autofocus preciso e, comparati al motore AF, consumano meno energia.
Ci sono due tipi di USM, il motore ultrasonico ad anello (in inglese, ring-type USM) ed il micromotore ultrasonico (in inglese, micromotor USM). Il motore ultrasonico ad anello è usato negli obiettivi di classe elevata, è infatti la soluzione migliore perché offre la massima velocità e silenziosità; permette inoltre la messa a fuoco manuale in ogni momento senza dover passare dalla modalità AF (Auto Focus) a quella MF (Manual Focus), da qui il nome full-time manual focus dato a questa caratteristica.
Il micromotore ultrasonico è più lento e leggermente rumoroso; è usato in alcuni obiettivi di classe media perché più economico del motore ultrasonico ad anello. Tipicamente non offre il full-time manual focus, tuttavia nei modelli EF 50mm f/1,4 USM ed EF 28-105 mm f/4-5,6 USM tale funzione è ancora presente, a costo di una maggiore complessità meccanica e di una minore eleganza progettuale.
Gli obiettivi USM non appartenenti alla serie L sono identificati con un anello dorato e dall'etichetta "Ultrasonic" stampata sopra il barilotto. Le ottiche serie L, già caratterizzate da un anello rosso, recano solamente la scritta "Ultrasonic" nello stesso colore.

### Stabilizzatore d'immagine
Una fotografia scattata con tempi di esposizione lunghi (tipicamente maggiori del reciproco della lunghezza focale) può facilmente presentare il fenomeno del "mosso" a causa dei movimenti indotti dalla mano o dalle vibrazioni del supporto. Lo stabilizzatore d'immagini (IS, che sta per Image Stabilizer) compensa, entro un certo limite, tali vibrazioni utilizzando un sistema di accelerometri e gruppi di lenti mobili. Alcune implementazioni concorrenti effettuano la compensazione muovendo il sensore anziché le lenti, tale soluzione ha il vantaggio di poter funzionare con tutti gli obbiettivi indistintamente ma, oltre a non essere implementabile su corpi a pellicola, presenta il difetto che l'immagine nel mirino durante lo scatto non è stabilizzata, a discapito della precisione della composizione. Gli obiettivi stabilizzati IS permettono di utilizzare tempi lunghi fino a 4 stop in più rispetto a quanto possibile senza stabilizzazione: un 50 mm, normalmente utilizzabile fino ad un tempo di 1/60s (per la regola sopracitata), diverrebbe così utilizzabile con un tempo lento fino a 1/8s.
Canon ha messo in commercio diverse versioni di sistemi IS. Il primo fu impiegato nel 75–300 mm f/4-5,6 IS USM del 1995, il quale porta fino a un secondo la stabilizzazione, fornendo due stop di stabilità, ma non è adatto all'uso su treppiede (se non può individuare nessun movimento, esso potrebbe introdurne) e all'utilizzo per il panning. Il successivo avanzamento avvenne nel 1997 con la distribuzione del 300 mm f/4L IS USM, al quale fu aggiunto lo IS mode 2, stabilizzatore ideale per il panning. Il mode 2 riesce a percepire se il panning viene realizzato tenendo la fotocamera orizzontalmente oppure verticalmente e compensa le vibrazioni nel piano perpendicolare a quello di panning. Nel 1999, con la distribuzione dei super-teleobiettivi 300 mm f/2,8L IS USM e 600 mm f/4L IS USM, fu aggiunto la rilevazione del treppiede, così da rendere possibile l'utilizzo dello stabilizzatore anche nelle ottiche montate su cavalletto. Nel 2001 fu prodotta una nuova versione di stabilizzatore d'immagine per il 70–200 mm f/2,8L IS USM: il tempo d'avvio di questa funzione fu ridotto a circa 0,5s e venne incrementata la stabilizzazione a tre stop. Il più recente aggiornamento è impiegato a partire dal 70–200 mm f/4L IS USM (fine 2006) e permette di salire a ben quattro stop.
Tutti gli obiettivi stabilizzati presentano la parola "Image Stabilizer" (IS) scritta in argento sul corpo obiettivo. Su alcuni super-teleobiettivi Canon che montano lo IS la parola "Image Stabilizer" è incisa in un pannello argentato attaccato sull'obiettivo.

### Elementi ottici diffrattivi
Gli elementi ottici diffrattivi sono usati in determinate tipologie di obiettivi che altrimenti richiederebbero lenti ampie e pesanti. Le ottiche DO, comparate agli obiettivi non-DO di pari lunghezza focale e valore d'apertura, sono usualmente più piccoli e leggeri. Inoltre gli obiettivi DO hanno una superiore soppressione dell'aberrazione cromatica; l'aberrazione cromatica prodotta dalle ottiche DO s'oppone in termini di direzione a quella prodotta dagli obiettivi rifrattivi e così accoppiando un elemento diffrattivo con un elemento rifrattivo è possibile ottenere un'effettiva eliminazione dell'aberrazione cromatica.
Ciononostante gli elementi DO sono estremamente costosi da produrre a causa dell'elevato tasso di rigetto e perciò sono presenti in un limitato numero di obiettivi EF. Attualmente solo l'EF 400 mm f/4 DO IS USM e l'EF 70–300 mm f/4,5-5,6 DO IS USM contengono elementi DO.
Le ottiche DO sono identificate con un anello verde sul barilotto dell'obiettivo.

## Obiettivi serie L
I migliori obiettivi Canon EF sono identificati come serie L, ossia luxury (lusso in italiano). Queste ottiche hanno prestazioni superiori e sono tipicamente prodotte con una solida costruzione in modo da poter resistere a un uso costante e alle più rigide condizioni. Possono essere riconosciute per mezzo di un anello rosso presente attorno alla parte frontale dell'obiettivo. Le ottiche L più recenti sono tropicalizzate, ossia sigillate in modo da impedire l'ingresso di polvere e acqua. Gli obiettivi serie L sono per lo più usati da professionisti e amatori impegnati per via della loro maggior qualità ottica e costruttiva.
Un obiettivo EF è considerato di serie L solo quando contiene almeno una lente alla fluorite o un elemento a bassissima dispersione (ultra-low dispersion element), formato da una lente a bassa dispersione e da lenti asferiche. Ci sono anche alcune ottiche che includono già uno o più di queste tecnologie, ma che non sono identificate come serie L. Gli obiettivi serie L sono generalmente dotati di un motore USM (in particolare negli ultimi anni), IS, o entrambi, ma quello che contraddistingue un obiettivo serie L dagli altri è la maggior prestazione ottica e qualità costruttiva. Ci sono anche diverse ottiche EF-S le quali hanno prestazioni ottiche simili o anche migliori di quelle delle serie Canon L, tuttavia a causa dell'ampio numero di professionisti che usano le fotocamere Canon a formato intero (e della scarsità di obiettivi di qualità "L" con attacco EF-S), sarà improbabile che nel prossimo futuro vengano prodotte ottiche EF-S etichettate come obiettivi professionali di "serie L".
Gli obiettivi serie L più grandi, come gli zoom 70–200 mm e 100–400 mm e i super-teleobiettivi fissi (con lunghezza focale superiore ai 300 mm) di solito presentano un barilotto color bianco sporco, questo per limitare l'assorbimento dei raggi solari che potrebbero compromettere le prestazioni dell'obiettivo. Mentre le altre ottiche serie L, ossia quelle con lunghezza focale inferiore, hanno il barilotto verniciato di nero. Quindi gli obiettivi di serie L si possono facilmente identificare sia dal barilotto color bianco sporco che dall'anello rosso presente sul barilotto.
Canon vende questi obiettivi dando in dotazione sia paraluce che la custodia, diversamente da quanto avviene con quelli non serie L, per i quali occorre acquistare ambedue gli accessori separatamente.
Possedere un certo numero di ottiche serie L affiancate da una corpo macchina professionale EOS, è un requisito per essere ammessi al Canon Professional Service nei maggiori mercati.

## Elenco degli obiettivi EF
La seguente è una lista di obiettivi EF prodotti da Canon. Le sigle "I", "II", "III", ecc. presenti dopo la lunghezza focale indicano il numero dell'ultima generazione di quel modello.
Gli obiettivi EF si suddividono in due categorie in base alla loro lunghezza focale:
- Obiettivi zoom, con lunghezza focale variabile con continuità all'interno di due estremi specificati.
- Obiettivi con lunghezza focale fissa

### Obiettivi zoom

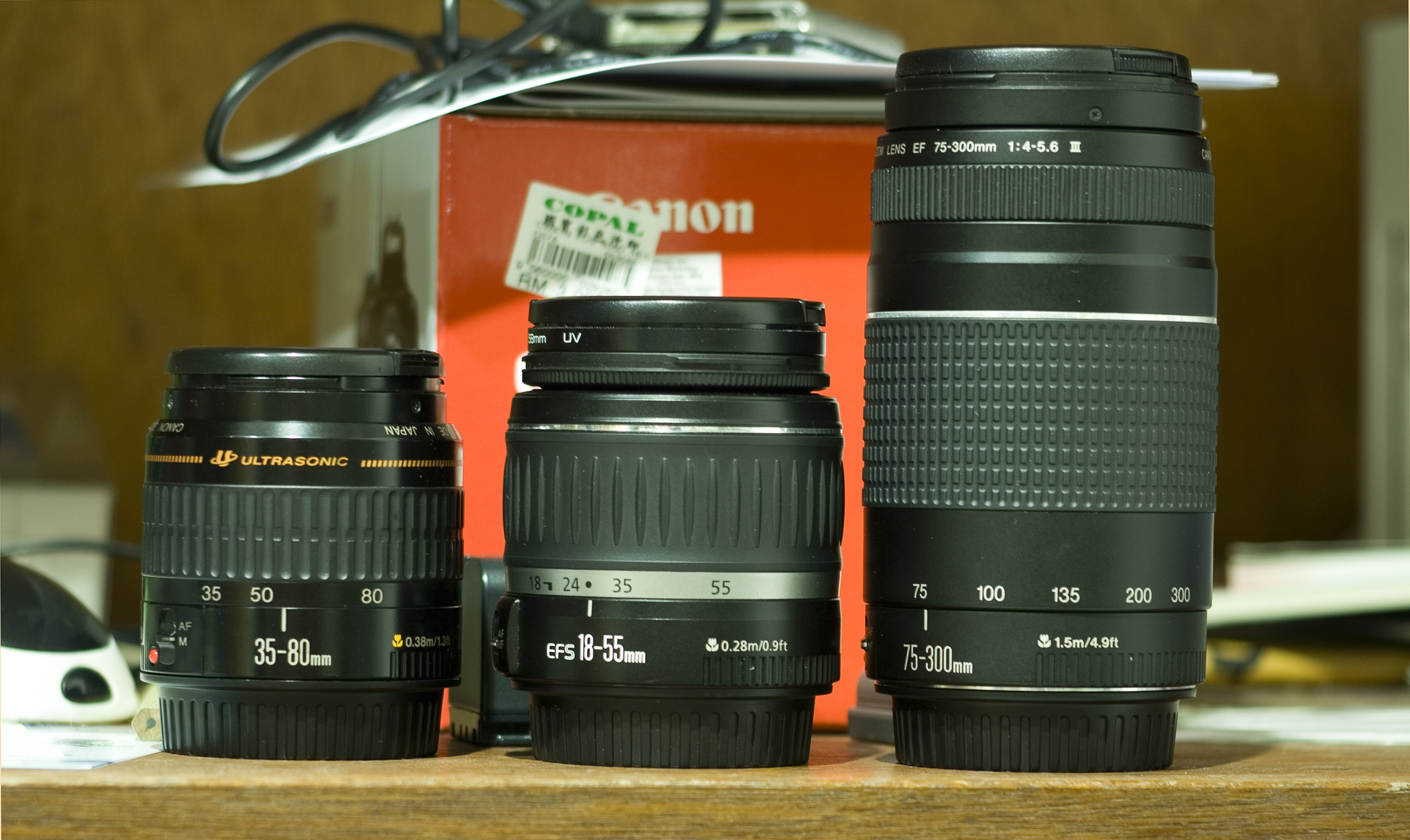
Due obiettivi EF e un obiettivo EF-S (centro).

| Lunghezza focale   | Diaframma  | USM | IS | Serie L | DO |
| ------------------ | ---------- | --- | -- | ------- | -- |
| 8-15 mm (fish-eye) | f/4        | Sì  | No | Sì      | No |
| 10-18 mm           | f/4,5-5,6  | No  | Sì | No      | No |
| 10-22 mm           | f/3,5-4,5  | Sì  | No | No      | No |
| 11-24 mm           | f/4        | Sì  | No | Sì      | No |
| 16-35 mm III       | f/2,8      | Sì  | No | Sì      | No |
| 16-35 mm IS        | f/4        | Sì  | Sì | Sì      | No |
| 17-35 mm           | f/2,8      | Sì  | No | Sì      | No |
| 17-40 mm           | f/4        | Sì  | No | Sì      | No |
| 17-55 mm           | f/2,8      | Sì  | Sì | No      | No |
| 20-35 mm           | f/2,8      | No  | No | Sì      | No |
| 20-35 mm           | f/3,5-4,5  | Sì  | No | No      | No |
| 22-55 mm           | f/4-5,6    | Sì  | No | No      | No |
| 24-70 mm           | f/2,8      | Sì  | No | Sì      | No |
| 24-70 mm           | f/4        | Sì  | Sì | Sì      | No |
| 24-85 mm           | f/3,5-4,5  | Sì  | No | No      | No |
| 24-105 mm USM      | f/4        | Sì  | Sì | Sì      | No |
| 24-105 mm II USM   | f/4        | Sì  | Sì | Sì      | No |
| 28-70 mm           | f/2,8      | Sì  | No | Sì      | No |
| 28-70 mm II        | f/3,5-4,5  | No  | No | No      | No |
| 28-80 mm           | f/2,8-4    | Sì  | No | Sì      | No |
| 28-80 mm II        | f/3,5-5,6  | No  | No | No      | No |
| 28-80 mm II        | f/3,5-5,6  | Sì  | No | No      | No |
| 28-80 mm V         | f/3,5-5,6  | Sì  | No | No      | No |
| 28-90 mm II        | f/4-5,6    | Sì  | No | No      | No |
| 28-90 mm III       | f/4-5,6    | No  | No | No      | No |
| 28-105 mm II       | f/3,5-4,5  | Sì  | No | No      | No |
| 28-105 mm          | f/4-5,6    | Sì  | No | No      | No |
| 28-135 mm          | f/3,5-5,6  | Sì  | Sì | No      | No |
| 28-200 mm          | f/3,5-5,6  | Sì  | No | No      | No |
| 28-200 mm          | f/3,5-5,6  | No  | No | No      | No |
| 28-300 mm          | f/3,5-5,6  | Sì  | Sì | Sì      | No |
| 35-70 mm           | f/3,5-4,5  | No  | No | No      | No |
| 35-70 mm           | f/3,5-4,5A | No  | No | No      | No |
| 35-80 mm III       | f/4-5,6    | No  | No | No      | No |
| 35-80 mm           | f/4-5,6    | Sì  | No | No      | No |
| 35-105 mm          | f/3,5-4,5  | No  | No | No      | No |
| 35-105 mm          | f/4,5-5,6  | No  | No | No      | No |
| 35-135 mm          | f/3,5-4,5  | No  | No | No      | No |
| 35-135 mm          | f/4-5,6    | Sì  | No | No      | No |
| 35-350 mm          | f/3,5-5,6  | Sì  | No | Sì      | No |
| 38-76 mm           | f/4,5-5,6  | No  | No | No      | No |
| 50-200 mm          | f/3,5-4,5  | No  | No | No      | No |
| 50-200 mm          | f/3,5-4,5  | No  | No | Sì      | No |
| 55-200 mm II       | f/4,5-5,6  | Sì  | No | No      | No |
| 55-250 mm          | f/4,5-5,6  | Sì  | Sì | No      | No |
| 70-200 mm          | f/2,8      | Sì  | Sì | Sì      | No |
| 70-200 mm          | f/2,8      | Sì  | No | Sì      | No |
| 70-200 mm          | f/4        | Sì  | Sì | Sì      | No |
| 70-200 mm          | f/4        | Sì  | No | Sì      | No |
| 70-200 mm II       | f/2,8      | Sì  | Sì | Sì      | No |
| 70-210 mm          | f/3,5-4,5  | Sì  | No | No      | No |
| 70-210 mm          | f/4        | No  | No | No      | No |
| 70-300 mm          | f/4,5-5,6  | Sì  | Sì | No      | Sì |
| 70-300 mm          | f/4-5,6    | Sì  | Sì | No      | No |
| 75-300 mm          | f/4-5,6    | Sì  | Sì | No      | No |
| 75-300 mm III      | f/4-5,6    | Sì  | No | No      | No |
| 75-300 mm III      | f/4-5,6    | No  | No | No      | No |
| 80-200 mm          | f/2,8      | No  | No | Sì      | No |
| 80-200 mm          | f/4,5-5,6  | Sì  | No | No      | No |
| 80-200 mm II       | f/4,5-5,6  | No  | No | No      | No |
| 90-300 mm          | f/4,5-5,6  | No  | No | No      | No |
| 90-300 mm          | f/4,5-5,6  | Sì  | No | No      | No |
| 100-200 mm         | f/4,5A     | No  | No | No      | No |
| 100-300 mm         | f/4,5-5,6  | Sì  | No | No      | No |
| 100-300 mm         | f/5,6      | No  | No | No      | No |
| 100-300 mm         | f/5,6      | No  | No | Sì      | No |
| 100-400 mm         | f/4,5-5,6  | Sì  | Sì | Sì      | No |
| 200-400 mm         | f/4        | Sì  | Sì | Sì      | No |

### Obiettivi con lunghezza focale fissa
| Lunghezza focale   | Diaframma | Macro | USM | IS | Serie L | DO |
| ------------------ | --------- | ----- | --- | -- | ------- | -- |
| 14 mm              | f/2,8     | No    | Sì  | No | Sì      | No |
| 14 mm II           | f/2,8     | No    | Sì  | No | Sì      | No |
| 15 mm (fish-eye)   | f/2,8     | No    | No  | No | No      | No |
| TS-E 17 mm         | f/4,0     | No    | No  | No | Sì      | No |
| 20 mm              | f/2,8     | No    | Sì  | No | No      | No |
| 24 mm              | f/1,4     | No    | Sì  | No | Sì      | No |
| 24 mm II           | f/1,4     | No    | Sì  | No | Sì      | No |
| 24 mm              | f/2,8     | No    | No  | No | No      | No |
| 24 mm IS           | f/2,8     | No    | Sì  | Sì | No      | No |
| TS-E 24 mm         | f/3,5     | No    | No  | No | Sì      | No |
| TS-E 24 mm II      | f/3,5     | No    | No  | No | Sì      | No |
| 28 mm              | f/1,8     | No    | Sì  | No | No      | No |
| 28 mm              | f/2,8     | No    | No  | No | No      | No |
| 28 mm IS           | f/2,8     | No    | Sì  | Sì | No      | No |
| 35 mm              | f/1,4     | No    | Sì  | No | Sì      | No |
| 35 mm              | f/2       | No    | No  | No | No      | No |
| 35 mm IS           | f/2       | No    | Sì  | Sì | No      | No |
| 40 mm              | f/2,8     | No    | No  | No | No      | No |
| TS-E 45 mm         | f/2,8     | No    | No  | No | Sì      | No |
| 50 mm              | f/1,0     | No    | Sì  | No | Sì      | No |
| 50 mm              | f/1,2     | No    | Sì  | No | Sì      | No |
| 50 mm              | f/1,4     | No    | Sì  | No | No      | No |
| 50 mm II           | f/1,8     | No    | No  | No | No      | No |
| 50 mm              | f/2,5     | Sì †  | No  | No | No      | No |
| 60 mm II           | f/2,8     | Sì    | Sì  | No | No      | No |
| 85 mm              | f/1,2     | No    | Sì  | No | Sì      | No |
| 85 mm II           | f/1,2     | No    | Sì  | No | Sì      | No |
| 85 mm              | f/1,8     | No    | Sì  | No | No      | No |
| TS-E 90 mm         | f/2,8     | No    | No  | No | Sì      | No |
| 100 mm             | f/2       | No    | Sì  | No | No      | No |
| 100 mm             | f/2,8     | Sì    | No  | No | No      | No |
| 100 mm f/2.0 USM   | f/2,8     | Sì    | Sì  | No | No      | No |
| 135 mm             | f/2       | No    | Sì  | No | Sì      | No |
| 135 mm (SoftFocus) | f/2,8     | No    | No  | No | No      | No |
| 180 mm             | f/3,5     | Sì    | Sì  | No | Sì      | No |
| 200 mm             | f/1,8     | No    | Sì  | No | Sì      | No |
| 200 mm             | f/2,0     | No    | Sì  | Sì | Sì      | No |
| 200 mm II          | f/2,8     | No    | Sì  | No | Sì      | No |
| 300 mm             | f/1,8     | No    | Sì  | No | Sì      | No |
| 300 mm             | f/2,8     | No    | Sì  | No | Sì      | No |
| 300 mm             | f/2,8     | No    | Sì  | Sì | Sì      | No |
| 300 mm             | f/4       | No    | Sì  | No | Sì      | No |
| 300 mm             | f/4       | No    | Sì  | Sì | Sì      | No |
| 400 mm II          | f/2,8     | No    | Sì  | Sì | Sì      | No |
| 400 mm             | f/2,8     | No    | Sì  | Sì | Sì      | No |
| 400 mm             | f/4       | No    | Sì  | Sì | No      | Sì |
| 400 mm             | f/5,6     | No    | Sì  | No | Sì      | No |
| 500 mm             | f/4       | No    | Sì  | Sì | Sì      | No |
| 500 mm II          | f/4       | No    | Sì  | Sì | Sì      | No |
| 500 mm             | f/4,5     | No    | Sì  | No | Sì      | No |
| 600 mm             | f/4       | No    | Sì  | No | Sì      | No |
| 600 mm             | f/4       | No    | Sì  | Sì | Sì      | No |
| 800 mm             | f/5,6     | No    | Sì  | Sì | Sì      | No |
| 1200 mm            | f/5,6     | No    | Sì  | No | Sì      | No |